# Adam Bielawski
Adam Aleksander Bielawski (ur. 4 listopada 1948 we Wrocławiu, zm. 21 września 2015 tamże) – polski perkusista, skrzypek i wokalista. Absolwent Państwowej Podstawowej Szkoły Muzycznej we Wrocławiu w klasie skrzypiec. Członek Polskiego Stowarzyszenia Jazzowego. Studiował na wydziale filologii polskiej Uniwersytetu Wrocławskiego. W 1977 roku uzyskał dyplom ukończenia Nauczycielskiego Kolegium Języka Angielskiego w Wyższej Szkole Pedagogicznej w Zielonej Górze.

## Kariera muzyczna
Absolwent Państwowej Podstawowej Szkoły Muzycznej we Wrocławiu w klasie skrzypiec. Jako perkusista i wokalista był muzycznym samoukiem.
Swoją karierę muzyczną rozpoczynał już jako nastoletni perkusista i wokalista we wrocławskim klubie studenckim Pandora, Akademickim Centrum Kultury „Pałacyk” oraz w dzielnicowym domu kultury we wrocławskich Karłowicach. Na jednym z tego typu koncertów zauważył go basista Natan Walden i zaproponował mu grę w drugim składzie zespołu Nastolatki. Siedemnastoletni wówczas Bielawski rozpoczął z nim przygotowania do Wiosennego Festiwalu Muzyki Nastolatków. Zespół borykał się w tym czasie z dużymi problemami sprzętowymi – brakowało zestawu perkusyjnego i wzmacniaczy. Grając na pożyczonych instrumentach Nastolatki zakwalifikowały do finałów w Gdańsku jako jeden z dziewięciu zespołów. 17 lipca 1966 roku grupa zajęła II miejsce (przed zespołami Blackout i Kon-Tiki). Bielawski zdobył także nagrodę dla Najmłodszego Instrumentalisty Finału Festiwalu. 19 października tegoż roku Nastolatki wystąpiły podczas koncertu laureatów WFMN w warszawskiej Hali Gwardii. Na krótko przed rozpadem do zespołu dołączył gitarzysta Mieczysław Dąbrowski z którym perkusista grał w klubie Pandora w 1964 roku.
W marcu 1969 roku zasilił skład esperanckiego zespołu Muzilo (w latach 1967–1969 Vratislavia Beat). Była to kontynuacja jego zainteresowań językiem esperanto, którego podstawy zdobył na kursie w 1966 r. Zespół powstał z inicjatywy Polskiego Związku Esperantystów i m.in. studentów PWSM we Wrocławiu, w celu propagowania polskiej kultury w języku esperanto (piosenki pisali polscy autorzy). Adam Bielawski występował wówczas w zespole Muzilo jako perkusista i wokalista wraz z: Leszkiem Pietrzykowskim – lider; fortepian, organy; Ryszardem Grzebieluchą – gitara, śpiew; Mieczysławem Dąbrowskim – gitara rytmiczna, śpiew (gościnnie); Włodzimierzem Szomańskim – gitara basowa, skrzypce, śpiew; oraz z wokalistkami: Anną Pawłowską, Maciejem Lisem i Mariuszem Domaszkiewiczem. Zespół Muzilo prezentował najciekawsze polskie piosenki w przekładzie esperanto. Członkowie grupy komponowali również muzykę do oryginalnych tekstów esperanckich. Wszyscy muzycy byli rodowitymi wrocławianami oraz członkami Towarzystwa Miłośników Wrocławia. Zespół występował podczas imprez esperanckich w kraju (m.in. w 1971 roku na IX Międzynarodowych Wczasach Esperanckich w Międzygórzu) i za granicą (m.in. w NRD w Karl-Marx-Stadt oraz w Wiedniu i Grazu w ramach Światowego Kongresu Esperantystów). W 1970 roku, nakładem Polskich Nagrań „Muza” ukazała się płyta czwórka grupy Muzilo pt. „Bonveno” w której nagraniu wziął udział Bielawski.
W październiku 1972 roku dołączył do pierwszego składu jazz-rockowej formacji Spisek Sześciu, powstałej z inicjatywy Włodzimierza Wińskiego. W 1973 roku zespół wystąpił na X Festiwalu „Jazz nad Odrą”, gdzie otrzymał wyróżnienie. W roku 1974, na tym samym festiwalu Spisek zdobył I miejsce. Uczestniczył w nim jeszcze w latach 1975–1976. W 1974 roku Spisek Sześciu wystąpił także na festiwalu Jazz Jamboree w Warszawie. Na Międzynarodowym Amatorskim Festiwalu Jazzowym w Kromeriż (Czechy) zdobył Złoty Medal i tytuł Zespołu Ekstraklasy Europejskiej. W tym samym roku wziął udział w Festiwalu Jazzowym w San Sebastian oraz uczestniczył w tournée po Finlandii. W marcu 1975 roku we Wrocławiu zespół nagrał longplay pt. „Complot of Six”. W grudniu 1975 r. perkusista wziął także udział w sesji nagraniowej Spisku dla III programu PR w Warszawie, zaś w lutym 1976 r. wystąpił w programie TV Kraków pt. „Impresje Jazzowe”. Zespół w zakończył działalność w 1976 roku.
We wrześniu tegoż roku wraz ze Zbigniewem Czwojdą i Andrzejem Pluszczem utworzył grupę Crash do której dołączyli: Stanisław Zybowski, Juliusz Mazur oraz Władysław Kwaśnicki. W październiku tego roku z zespół zadebiutował w Akademickim Centrum Kultury „Pałacyk” we Wrocławiu i na Międzynarodowym Festiwalu Muzyki Jazzowej Jazz Jamboree w Warszawie. Z formacją tą występował w listopadzie 1976 r. w klubach Kopenhagi, zaś 30 marca 1977 roku wziął udział w sesji nagraniowej w Programie III Polskiego Radia. W 1977 r. wystąpił też na festiwalu Jazz nad Odrą. Przed wyjazdem Crashu na festiwal do San Sebastian Bielawski odszedł z zespołu.
12 kwietnia 1976 roku perkusista uzyskał uprawnienia muzyka solisty jazzowego podczas ogólnopolskich weryfikacji muzyków jazzowych w Warszawie.
Od 1977 roku wielokrotnie wyjeżdżał za granicę jako muzyk-perkusista na statkach wycieczkowych Royal Caribbean takich jak Nordic Prince, Song of Norway i Song of America. Organizator tychże wyjazdów, agencja PAGART poprzedzała je wcześniejszymi przesłuchaniami polskich muzyków jazzowych i orkiestr PRiTV przy udziale przedstawiciela Royal Caribbean. Standardowy kontrakt na statku trwał około 6 miesięcy. Bielawski grał w orkiestrze, w pięcioosobowym i często międzynarodowym składzie. Rejs np. statkiem Song of America obejmował trasę Cozumel- Grand Cayman- Ocho Rios, Labadee (Haiti), Miami. W trakcie wielu rejsów z Royal Caribbean, Bielawski współpracował m.in. z takimi muzykami jak: Zbigniew Czwojda, Kazimierz Czernichowski, Wacław Jelonek, Andrzej Minkacz, Aleksander Machnacz, Mariusz Mielczarek, Tadeusz Janiak, czy Wojciech Kamiński.
Następnie dołączył do powstałej w kwietniu 1980 roku formacji Prońko Band, działającej w składzie: Krystyna Prońko, braci Wojciech i Piotr Prońko, Henryk Woźniacki i Artur Dudkiewicz. Wraz z zespołem wystąpił m.in. na X. Lubelskich Spotkaniach Wokalistów Jazzowych w 1980 i na VI Międzynarodowych Konfrontacjach Muzycznych “Pop Session” w Sopocie.
W 1981 roku dołączył do powstałej z inicjatywy Mieczysława Dąbrowskiego grupy Ruby Band w składzie weszli: Barbara Gdak, Mieczysław Dąbrowski i Wiesław Augustyn. Ruby Band przed zakontraktowaną przez PAGART trasą po Niemczech rozpoczął próby we Wrocławiu. Zespół grał standardy muzyki rozrywkowej o swingującym zabarwieniu. Z takim repertuarem wyruszył w trasę po RFN, która trwała od marca 1981 do sierpnia 1982 roku. Ci sami muzycy ponownie spotkali się w 1990 roku, by przez kilka miesięcy występować z wokalistką Ewą Urygą w zespole muzycznym na kontrakcie dotyczącym linii promowej Color Line, Oslo – Kiel.
W latach 1984–1988 Bielawski był członkiem Orkiestry Teatru Rozrywki w Chorzowie oraz Orkiestry Rozrywkowej PRiTV w Katowicach pod kier. Jerzego Milana.
Wielokrotnie brał udział w składach orkiestrowych na polskich festiwalach w Opolu i Zielonej Górze.

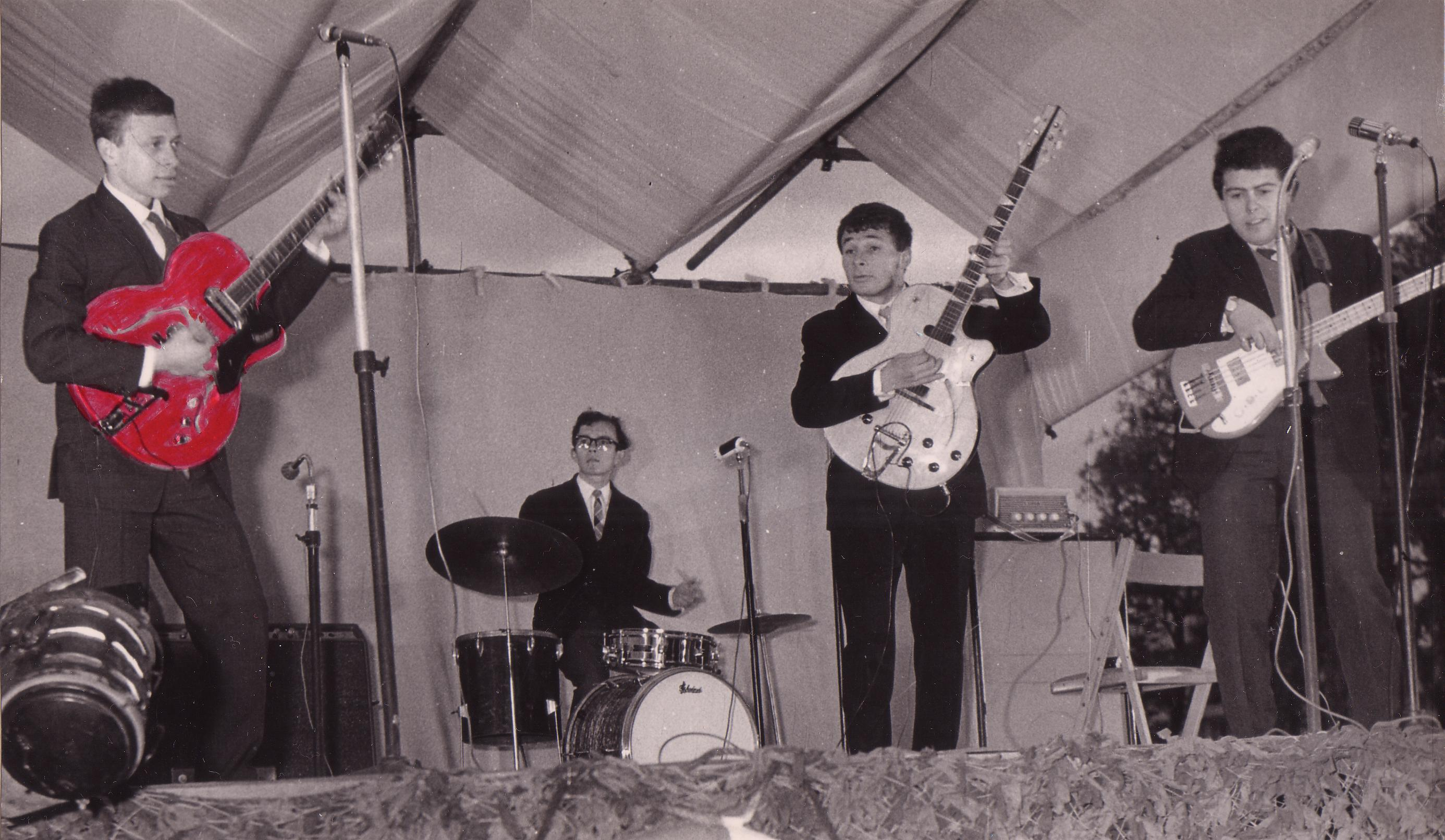
Adam Bielawski na perkusji wraz Grupą muzyczną „Nastolatki” podczas półfinału Wiosennego Festiwalu Muzyki Nastolatków w 1966 roku

## Dyskografia

### Nastolatki
- 2017: Żegnajcie najmilsze lata. Nagrania archiwalne z lat 1964–1966 (Kamelon Records / KAMCD 71)

### Muzilo
- 1970: Bonveno (Polskie Nagrania Muza / N0592)

### Spisek Sześciu
- 1975: Complot of Six (LP z serii Polish Jazz, Polskie Nagrania „Muza” – SX 1221)

### Crash
- 2020: Crash – Crash („Akelei”- pierwsza wersja i „Mazurek” z Hanną Banaszak) (GAD Records, GAD CD 125)[9]